# Mikołaj Hutten-Czapski

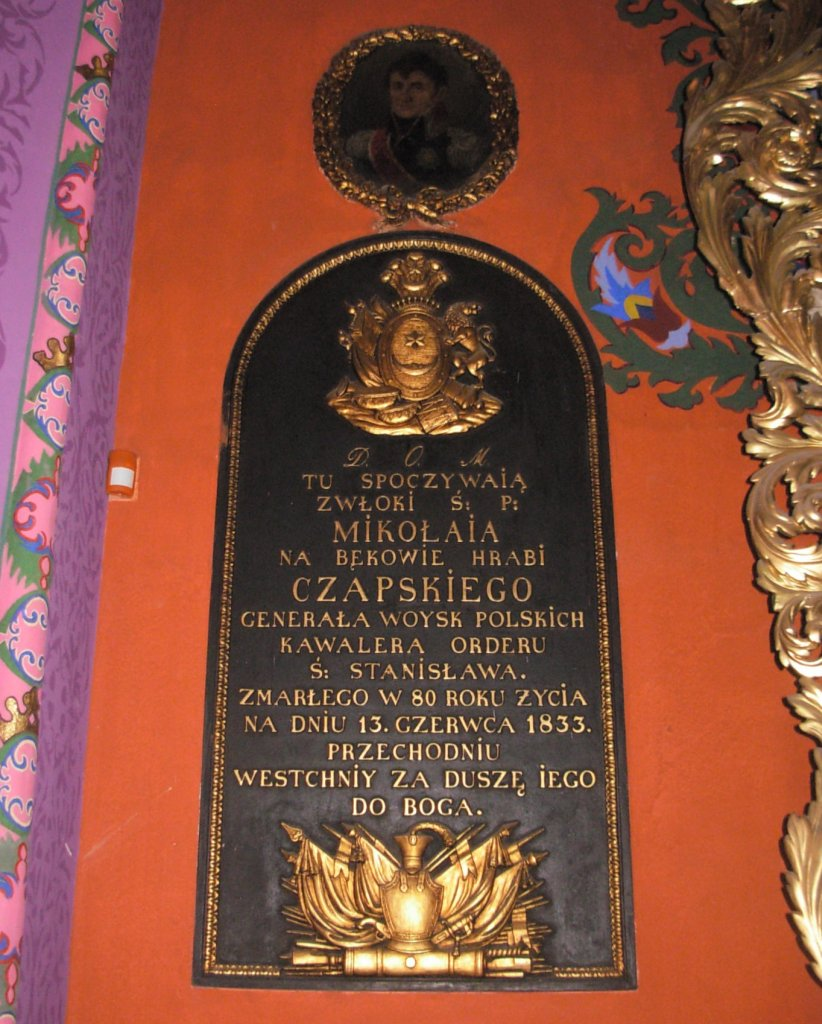
Tablica pamiątkowa Mikołaja Hutten-Czapskiego w katedrze w Bydgoszczy, umieszczona w 1833 r. przez rodzinę Czapskich

Mikołaj Hutten-Czapski herbu Leliwa (ur. 1753, zm. 1833) – hrabia, generał major wojsk koronnych, generał major komenderujący w Dywizji Małopolskiej w 1792 roku, uczestnik wojny polsko-rosyjskiej 1792.
Brat Józefa.

## Życiorys
Urodził się 8 września 1753 r. w Bukowcu. Był starszym synem generała-lejtnanta wojsk koronnych Antoniego Michała, podkomorzego chełmińskiego i Kandydy z Lipskich herbu Grabie, kasztelanki łęczyckiej. W roku 1766 został oddany przez ojca do armii pruskiej i służył w dragonach Finckensteina stacjonowanych w Morągu i Ostródzie.
W roku 1770 awansował na chorążego i otrzymał zadanie werbunku Polaków z nadgranicznych terenów do armii pruskiej, ale ojciec temu przeszkodził. W 1771 przeniesiony do Brodnicy i Lidzbarka, uczestniczył w wyprawach przeciw konfederatom barskim, w czym jednak nie chciał brać udziału.
Poprzez wstawiennictwo ojca uzyskał abszyt z wojska pruskiego w 1773, po czym wstąpił do wojsk koronnych, gdzie otrzymał rangę kapitana w wystawionym przez ojca pułku jazdy (Regiment Konny im. Królewicza Karola). W regimencie tym szybko awansował na kolejne stopnie: majora (1774), podpułkownika (1775) i pułkownika (1777). W 1783 r. ojciec ustąpił mu szefostwo rodzinnego regimentu, „przetworzonego” teraz w piechotę.
W dobie Sejmu Czteroletniego należał do partii tzw. patriotów, wierzącej w przyszłość sojuszu Rzeczypospolitej z Prusami, który miał ją chronić przed zakusami ze strony Rosji. Zajęty był wtedy powiększaniem własnego III Regimentu Grenadierów im. Królewicza Karola i zdobywaniem środków na umundurowanie i uzbrojenie rekrutów. Pomagał mu w tym młodszy brat Józef. We wrześniu 1789 r. prezydował w sądzie wojskowym mającym rozpatrzyć sprawę oficerów winnych ucieczki z więzienia ex-podskarbiego Adama Ponińskiego.
6 grudnia 1789 otrzymał awans na generała-majora i dowództwo części dywizji małopolskiej, którą wysłano najpierw do Kielc i stamtąd na Wołyń. Dowodził tam pod zwierzchnictwem księcia Józefa Poniatowskiego brygadą składającą się z 7 szwadronów kawalerii i 3 batalionów piechoty, w tym jego własnych oddziałów. 29 kwietnia 1791 roku przyjął obywatelstwo miejskie w ratuszu Starej Warszawy. Przyjął prawo miejskie, został członkiem Zgromadzenia Przyjaciół Konstytucji Rządowej. Zimą 1791/1792 na mocy rozkazu opiekował się zbiegłymi z Rosji do Polski Tatarami. W lutym 1792 r. zdał dowództwo i udał się do Warszawy.
Czapski uczestniczył wprawdzie w wojnie polsko-rosyjskiej 1792 roku, ale nie spisał się zbyt dobrze: w bitwie pod Zieleńcami dowodząc na prawym skrzydle nie wsparł ataku gen. Mokronowskiego na siły rosyjskie gen. Morkowa, przez co udaremnił ostateczne zwycięstwo. W dalszym rozwoju wojny siedział bezczynnie na etapie, administrując bez zbytniej chęci magazynami i taborami. W lipcu 1792 r. udał się na urlop.
Nie sprzyjał Targowicy, lecz nie złożył dymisji, mimo pozbawienia go w 1794 r. funkcji generalskich i związanych z rangą poborów. Wybuch powstania kościuszkowskiego zastał go w Warszawie. W czerwcu 1794 r., tłumacząc się złym stanem zdrowia oraz wskazując groźbę utraty majątku (edykt króla pruskiego), znajdującego się pod panowaniem pruskim, rozpoczął starania o zezwolenie na wyjazd do Karlsbadu. W sierpniu 1794 r. opuścił Warszawę i zatrzymał się we Wrocławiu, by leczyć chorobę.
Od 1795 r. stale przebywał w Bydgoszczy, administrując stamtąd posiadanym wspólnie z bratem Józefem rodzinnym Bukowcem (posiadał także pałacyk w Bydgoszczy). 27 września 1804 r. uzyskał wraz z Józefem pruski tytuł hrabiowski z dodaniem przydomku „von Hutten” (zob. Czapscy). W 1807 r., w okresie Księstwa Warszawskiego, został mianowany wiceprezesem Izby Administracyjnej departamentu bydgoskiego, lecz wkrótce złożył tę godność. Zmarł 13 czerwca 1833 r. w Bydgoszczy.

## Życie prywatne
Mikołaj Czapski od 1796 r. był żonaty z kuzynką Marią z Czapskich. Miał z nią dwoje dzieci: Franciszka (1797–1862) i Antoninę (ok. 1802–1872), która wyszła za hrabiego Skórzewskiego.

## Odznaczenia
- Order Świętego Stanisława nadany mu z rąk króla Stanisława Augusta Poniatowskiego (1792).

## Upamiętnienie
W 1833 r. rodzina Czapskich umieściła tablicę nagrobną ku jego czci w bydgoskiej farze (od 2004 r. katedra), która zachowała się do dziś.